# Friedrich Carl von Schönborn-Wiesentheid

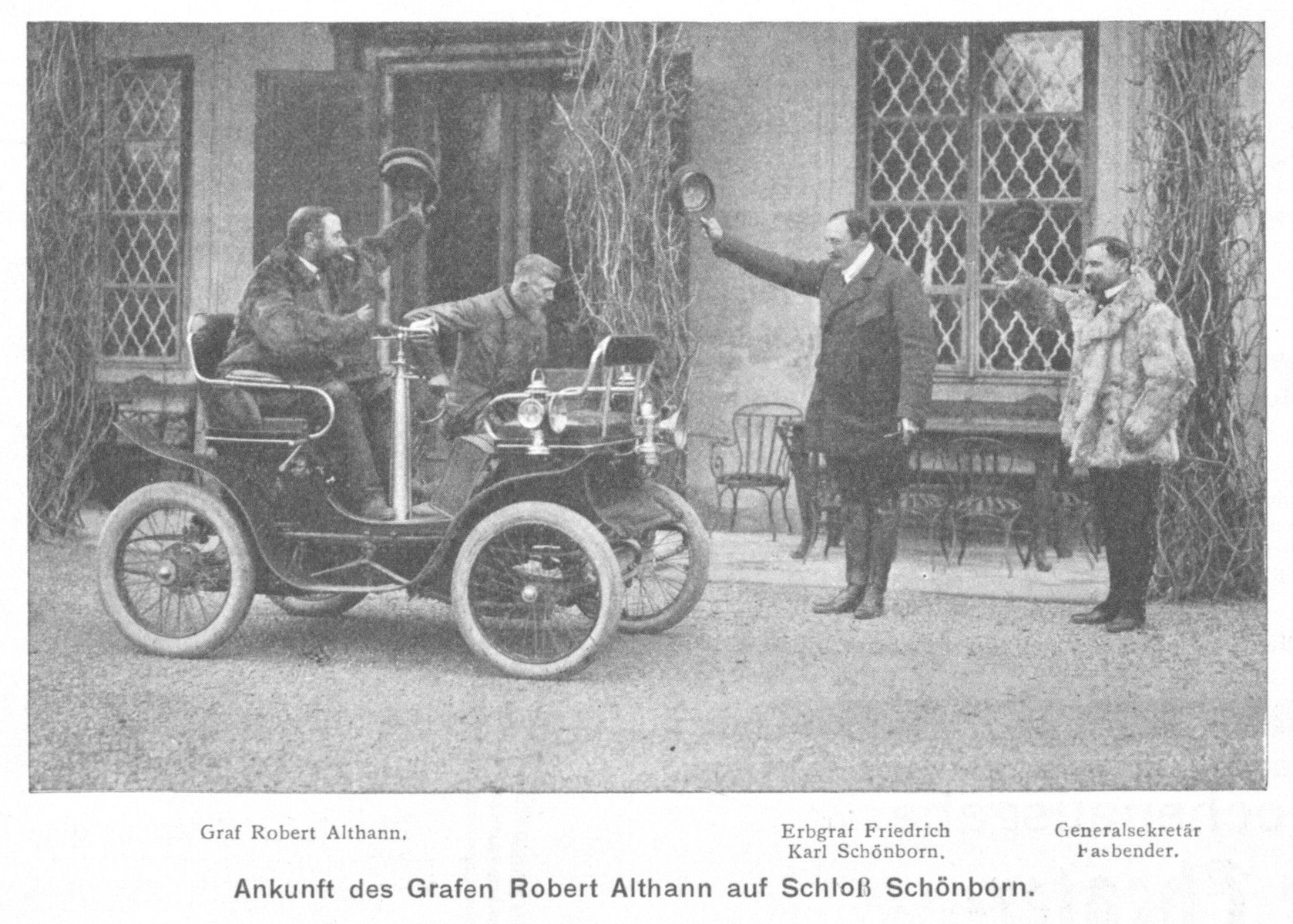
Friedrich Carl von Schönborn (Mitte) und General-Sekretär Fasbender begrüßen Robert von Althann am Schloss Schönborn (1902)

Friedrich Carl von Schönborn-Wiesentheid (* 10. März 1847 in Würzburg; † 16. Dezember 1913 in Wiesentheid) war ein deutscher Adliger und Großgrundbesitzer aus dem Geschlecht Schönborn in Unterfranken.
Seine Eltern waren Clemens August von Schönborn-Wiesentheid (* 8. Oktober 1810; † 24. August 1877) und dessen Ehefrau, Gräfin Irene Batthyány de Németujvár (* 30. Dezember 1812; † 25. April 1891). Er war ab 1877 als gewählter Nachfolger seines verstorbenen Vaters Mitglied des Deutschen Reichstags.

## Leben
Schönborn-Wiesentheid besuchte die Rheinische Ritterakademie in Bedburg, an der er 1866 die Reifeprüfung bestand. Danach studierte er bis 1871 an der Universität Würzburg, der Universität Heidelberg und der Universität München. Danach war  er beruflich anderthalb Jahre  im Rahmen der Eingangsstufe des Verwaltungsdienstes  bei verschiedenen Verwaltungsbehörden tätig.
Als Mitglied der Deutschen Zentrumspartei saß er von November 1877 bis 1893 für den Wahlkreis Unterfranken 2 (Kitzingen) im  Deutschen Reichstag. In einer 1877 erforderlichen Nachwahl folgte er dabei seinem verstorbenen Vater Clemens August von Schönborn-Wiesentheid ins Parlament.
Ab 1869 war er Mitglied des Corps Saxo-Borussia Heidelberg.
Schönborn heiratete am 9. April 1888 die Markgräfin Julia von Pallavicini (* 10. Mai 1857; † 15. Dezember 1935). Die Ehe blieb kinderlos.